# Paraplíčka ze Cherbourgu
Paraplíčka ze Cherbourgu (francouzsky Les Parapluies de Cherbourg) je francouzský filmový muzikál režiséra Jacquese Demyho z roku 1964, řadící se k dílům francouzské nové vlny. Hudbu a písně k filmu složil Michel Legrand. Snímek pojednává o mladých milencích Geneviève a Guyovi z francouzského přístavního města Cherbourg, jenž je nuceně rozdělen v momentě, kdy Guy dostane povolávací rozkaz do armády. Hlavní role zde ztvárnili Catherine Deneuve jako Geneviève Émery a Nino Castelnuovo jako Guy Foucher.